# Isola Kolosovych
L'isola Kolosovych (in russo остров Колосовых, ostrov Kolosovych) è un'isola russa che fa parte dell'arcipelago degli isolotti di Minin ed è bagnata dal mare di Kara.
Amministrativamente fa parte del distretto di Tajmyr del Territorio di Krasnojarsk, nel Circondario federale della Siberia.

## Geografia
L'isola, che è la maggiore del gruppo, è situata lungo la costa occidentale della grande penisola del Tajmyr, tra due penisole minori: quella di Michajlov (полуостров Михайлова), a nord-est, e quella di Minin (полуостров Минина), a sud. L'isola, che si compone di due parti collegate da un istmo, ha una forma irregolare con baie, insenature e promontori. Il restringimento centrale dà luogo a due baie: la baia Medevež'ja (бухта Медевежья), rivolta a nord-ovest, e la baia Trech Ostrovov (бухта Трех Островов), rivolta a sud-est.
Nella parte nord-orientale dell'isola, larga circa 18 km c'è un lago, vicino all'istmo, ed altri due laghetti al centro; questa è la parte più alta, con un'altezza che arriva ai 100 m s.l.m. C'è un lago anche nella parte sud-ovest, larga circa 22 km, e che ha invece un'altezza massima di 54 m. Tutta l'isola ha una lunghezza di circa 25 km.
Il punto più settentrionale dell'isola è capo Ochotničij (мыс Охотничий), quello più meridionale è capo Sbornyj (мыс Сборный); il più orientale è capo Polden' (мыс Полдень) e il più occidentale capo Kolosovych (мыс Колосовых).
L'isola Kolosovych è separata dalla penisola di Tajmyr da uno stretto canale, il Leningradcev (пролив Ленинградцев), di meno di 2 km d'ampiezza, che per 8 mesi l'anno è coperto dal ghiaccio. Il mare che circonda l'isola è coperto di ghiaccio d'inverno ed è ostruito da ghiacci anche durante l'estate; il clima è rigido con inverni lunghi.
L'isola fa parte della più grande riserva naturale della Federazione Russa, la Riserva naturale del Grande Artico.

## Isole adiacenti
L'isola Kolosovych è attorniata da varie isole, sono qui elencate in senso antiorario a partire da nord:
- Scoglio Neožidannaja (скала Неожиданная, in italiano "inaspettato"), a nord (74°59′06.43″N 86°40′21.06″E).
- Scoglio Opoznak (скала Опознак), a nord dello scoglio Neožidannaja.
- Isola di Popov-Čukin (остров Попова-Чукчина), lunga circa 2,3 km[1] e alta 12 m[2]; si trova all'imboccatura della baia Medevež'ja (бухта Медевежья),(74°55′35.65″N 86°20′14.76″E).
- Isola Ciganjuk (о. Циганюк), lunga 1,5 km[1], con un'altezza di 14 m, nella baia Medevež'ja (74°57′01.73″N 86°19′59.93″E).
- Isola di Kučin (о. Кучина), una piccola isoletta nella baia Medevež'ja (74°54′44.85″N 86°25′11.39″E).
- Isole Kil'vaternye (острова Кильватерные), 2 isolotti ad ovest di capo Ožidanja (мыс Ожидания) (74°54′22.96″N 86°13′36.78″E).
- Isole Vchodnye (острова Входные; "d'ingresso"), 4 isole, di cui 2 senza nome, nello stretto Leningradcev (пролив Ленинградцев), tra le isole Kolosovych, Nerpičij e la penisola di Minin:
  - Isola Priglubnyj (о. Приглубный), che ha un'altezza di 9 m, (74°49′46.14″N 86°20′59.25″E).
  - Isola di Emel'janov (о. Емельянова), alta 17 m, (74°48′37.53″N 86°23′15.21″E).
- Isola Nerpičij (о. Нерпичий; "della foca"), a sud dell'isola Kolosovych (74°47′53″N 86°35′54″E), lunga circa 10 km[1] e con un'altezza massima di 47 m[2].
- Isola Bol'šoj (о. Большой; "grande"),  nella baia Trech Ostrovov (бухта Трех Островов), (74°51′48.91″N 86°51′28.48″E); lunga circa 3,5 km[1], alta 31 m[2].
- Isola Zapadnyj (о. Западный; "occidentale"), piccolo isolotto nella baia Trech Ostrovov (74°53′49.48″N 86°44′33.19″E) vicino alla costa occidentale.
- Isola Vostočnyj (о. Восточный; "orientale"), piccolo isolotto nella baia Trech Ostrovov (74°54′01.72″N 86°50′34.09″E), vicino alla costa orientale.

## Storia
Nel 1937, una spedizione organizzata per fare rilevamenti sulla rotta marittima del nord dall'Istituto di Ricerca Artico e Antartico dell'URSS (Арктический и антарктический научно-исследовательский институт - ААНИИ), rinvenne sull'isola di Popov-Čukin (nella baia Medevež'ja) i resti della sfortunata spedizione di Vladimir Rusanov sul Gerkules (1912-13).